# Nathalie Press
Nathalie Press, född 15 augusti 1980 i London i England, är en brittisk skådespelare. Hon har bland annat medverkat i filmen My Summer Of Love (2004).